# Ungárné Komoly Judit
Ungárné Komoly Judit (Budapest, 1933. október 5. – 2025. július 8.) pszichológus, a pszichológiai tudomány kandidátusa, az Országos Rabbiképző – Zsidó Egyetem (OR–ZSE) nyugalmazott egyetemi tanára, rektorhelyettese, számos pedagógiai közlemény és szakkönyv szerzője, Komoly Ottó unokahúga.

## Életpályája[2]
Édesanyját korán elvesztette (1944-ben, a holokauszt idején deportálták és Dachauban hunyt el), ezért 11 éves korától édesapja és annak húga, Komoly Teodóra (Dóra) nevelte. Édesapja, Komoly Lajos, aki a Magyar Petróleumipar Rt. főmérnöke volt, Judittal együtt kalandos körülmények között élte túl a nyilas-uralom időszakát. Komoly Dóra (férjével együtt) 1944-ben a Kasztner-vonattal Bergen-Belsenbe, majd onnan Svájcba került, de a háború után visszatért Magyarországra, egy újpesti óvodában helyezkedett el és igen nagy szerepe volt Komoly Judit nevelésében, pályájának alakulásában.
A Pesti Izraelita Hitközség gimnáziumában (ma ELTE Radnóti Miklós Gyakorlóiskola) tanult, majd a Huba utcai Állami Óvónőképző Intézetben tett képesítő vizsgát. 1952-ben ösztöndíjjal a moszkvai Pedagógiai Főiskolán folytatta tanulmányait, ahonnan pedagógiai-pszichológiai képesítés birtokában 1956-ban tért haza. Az egri Gárdonyi Géza Tanítóképzőben helyezkedett el és itt tanított, de az 1956-os forradalmat követően visszaköltözött Budapestre. Két évig tanított a mátyásföldi gimnáziumban. 1958-tól a Budapesti Tanítóképző Főiskolán oktatott nevelés-lélektant és folytatott tudományos kutatómunkát 45 éven át. 2003-ban, a Neveléstudományi Tanszék tanszékvezetőjeként ment nyugdíjba. Kidolgozott egy módszert a tanári alkalmassági vizsgálatra, ennek eredményeként 1975-ben pszichológiai tudományok kandidátusa fokozatot szerzett.
1996-ban a Joint Alapítvány felkérte, hogy szervezze meg az Országos Rabbiképző Intézetben a judaisztika-tanár képzést. Erre akkor nyílt valódi lehetőség, amikor az Intézet élére az 1996-ban Izraelből hazatért dr. Schöner Alfrédot nevezték ki igazgatónak, majd 1999-ben az Intézetet egyetemmé alakították át. Ekkor először az alap- és mesterképzést szervezték meg több szakon – köztük a szociális munkás képzést –, majd megalakult a doktori iskola is. Ungárné mint a Neveléstudományi és Szociális Munka Tanszékének vezetője, a pasztorálpszichológia és a pszichológia tantárgyak előadója, tanulmányi rektorhelyettes és a Doktori Tanács tagja dolgozott az egyetemen. 2003-ban védte meg A zsidó pasztorális pszichológia tárgya című habilitációs értekezését. 2008 óta professor emeritus. 2018-ban fejezte be aktív tevékenységét.

## Tudományos munkássága
Tudományos munkássága a pedagógiai pszichológia (ebben a témakörben habilitált), a pedagógusok alkalmasságának vizsgálata, a zsidó pasztorális pszichológia tematikájának kidolgozására terjedt ki. Számos tudományos közlemény, szakcikk és szak- ill. tankönyv szerzője, társszerzője. A Magyar Tudományos Akadémia köztestületi tagjaként a Pszichológiai Tudományok Bizottságának tagjává választották. Kutatási témája a gyermek- és neveléslélektan szakterületén a pedagógus személyiség, a pedagógiai alkalmasság és a pedagógusképzés volt.
Oktatásszervezői és tudományos munkásságát 1997-ben Az Oktatásügy Kiváló Dolgozója, 1988-ban a Munka Érdemrend ezüst fokozata, 1990-ben és 1996-ban a Magyar Felsőoktatásért Emlékplakett kitüntetésekkel ismerték el.

## Főbb művei
- A tanító személyiségének pedagógiai-pszichológiai vizsgálata; Akadémiai, Budapest, 1978
- A pedagógus személyisége; TIT, Budapest, 1981 (Pszichológiai előadások)

## Magánélete
1966-ban ment férjhez Ungár Péter villamosmérnökhöz. Férje 2014-ben hunyt el.

## Díjai, elismerései
- Oktatásügy Kiváló Dolgozója (1997)
- Munka Érdemrend ezüst fokozata (1988)
- Magyar Felsőoktatásért Emlékplakett (1990, 1996)